# 橋立號列車

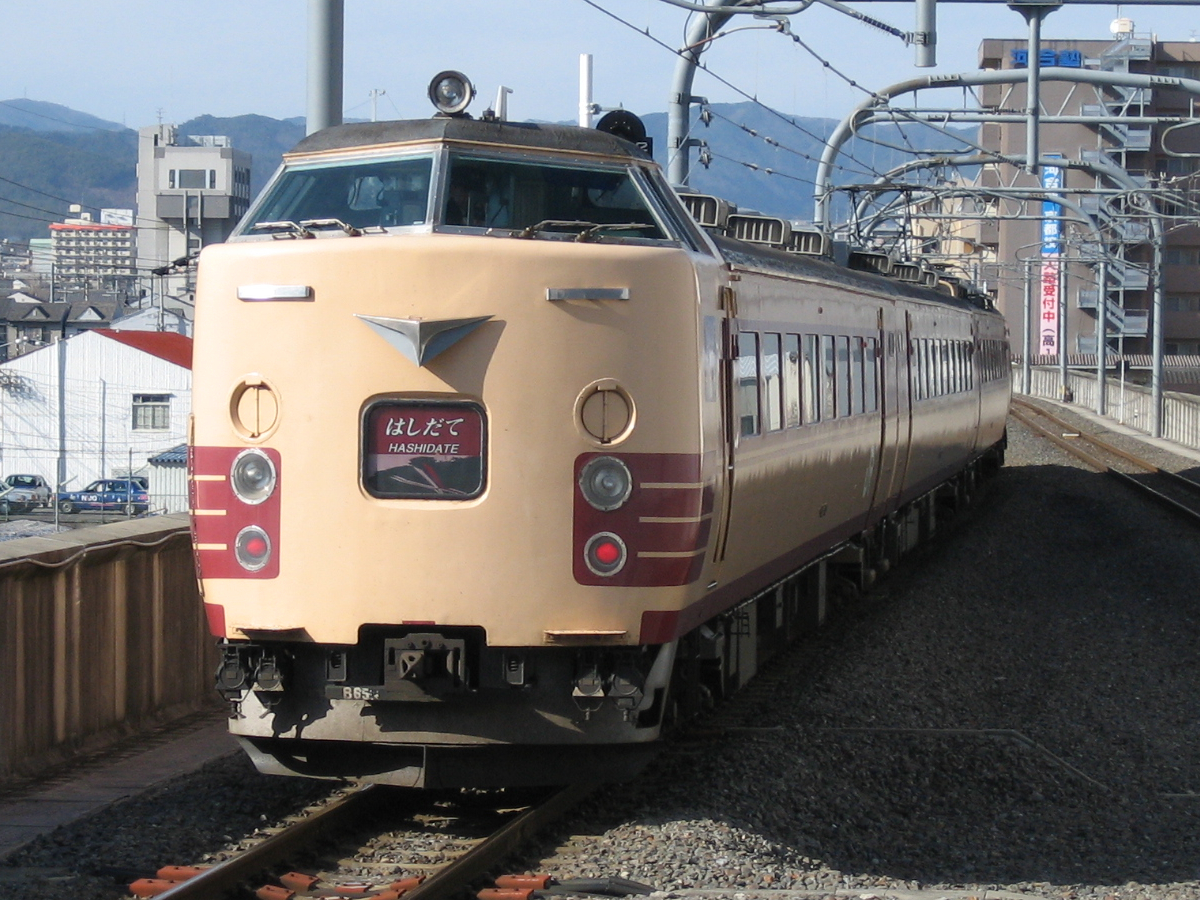
通過二條的橋立號

「橋立」（日语： Hashidate */?）是西日本旅客鐵道（JR西日本）一列行駛於京都～天橋立之間的特別急行列車，沿途行經隸屬於JR西日本的山陰本線與第三部門業者北近畿丹後鐵道所屬的宮福線、宮津線，是北近畿地區跨業者聯營特急列車群北近畿大X網路（北近畿ビッグXネットワーク）的組成份子之一。「北近畿大X網路」下屬的諸列車全都是採跨社聯運的方式運作，因此橋立號的車資實際上是由JR西日本與北近畿丹後鐵道共同拆分，而與橋立號相對應、隸屬於北近畿丹後鐵道的特急列車是丹後發現號（タンゴディスカバリー），但不同的是丹後發現號在駛抵天橋立之後尚會繼續行抵終點站豐岡才折返。
橋立號的列車名源自位於終點站所在地的著名名勝、日本三景之一的天橋立。列車頭牌上的代表色為紅色，起源於聳立在宮福線沿線的大江山地區著名的「赤鬼」傳說。
註：除了橋立號之外，許多同樣行駛於JR舞鶴線、小濱線及北近畿丹後鐵道宮津線上的優等列車之沿革，也會在本條目中被提及。

## 運行概況

### 使用車輛
- 287系電車
- KTR8000型柴聯車

### 編成
■欄＝綠色車　　白欄＝普通車　　自＝自由座位　　指＝對號座位　　×＝禁煙席　　
| ←天橋立橋立 |     |       |       |       |
| 1 指×       | 指× | 2 指× | 3 自× | 4 自× |

| 橋立・舞鶴 京都→ |       |       |
| 5 自×            | 6 指× | 7 指× |

這是橋立1・3・4・6・7・10號的編成
- 1・6・7・10號是「橋立＋橋立」的編成
- 3・4號「橋立＋舞鶴」的編成
- 橋立3號・4號・5號車是自由座位

| ←天橋立橋立 |       |       |       |
| 1 指×       | 2 自× | 3 指× | 4 自× |

| 舞鶴 京都→ |       |
| 5 自×      | 6 指× |

這是橋立2・5・8・9號的編成

### 停車站
橋立
京都 － 二条 － 龜岡 － 園部 －（日吉）－（和知）－ 綾部 － 福知山 － 大江 － 宮津 － 天橋立

## 沿革
- 「橋立」、剛開始是1965年到1968年由大阪站～天橋立站間經由福知山線・山陰本線・宮津線運行的準急列車。1966年開始急行列車。1968年、編入「丹波」。與現行時刻運行的列車「文殊」・「丹後發現號」相當。
- 1982年到1992年福井站～天橋立站間經由小濱線・宮津線運行的急行列車「橋立」。
  - 這裡記述同區間運行的「若狹」、同區間運行的急行列車「大社」。
  - 1961年3月1日：西舞鶴站～金澤站間準急列車「若狹」誕生。
  - 1963年4月20日：「若狹」、增發1往復於東舞鶴站・西舞鶴站～福井站間運轉。
  - 1964年10月1日：「若狹」廢止1往復。但12月1日金澤站～出雲市站間急行以臨時列車開始運轉。
  - 1966年3月5日：「若狹」升級為急行。
  - 同年10月1日：名古屋站～敦賀站～出雲市站間的急行「大社」開始運轉。金澤站～出雲市站間的急行於敦賀站～米子站間併結運轉成多層建的列車。
  - 1968年7月：「大社」的輔助列車於名古屋～東舞鶴間運轉。
名古屋經由小濱線往出雲市運行的急行「大社」、因為在敦賀和金澤方面的列車併結、於海水浴的季節難以再增結車廂。其後、廢止「大社」、但在海水浴的季節仍繼續運行。同列車於1995年夏季運轉。
  - 1968年10月1日：急行變更為「大社」。「大社」於名古屋站・金澤站～出雲市站間的列車。
  - 1970年10月1日：「若狹」增發1往復。
  - 1972年3月15日：「若狹」開始駛入舞鶴線・山陰本線。只有1往復於京都站發著。參照「舞鶴」的列車記事。
  - 1978年10月2日：「大社」金澤站發著編成變更為福井站～天橋立站間。
  - 1982年7月1日：「大社」名古屋站發著編成變更為名古屋站～天橋立站間。
  - 1982年11月15日：「大社」廢止名古屋站發著。變更為「橋立」。
  - 1986年11月1日：國鐵民營化前削減「若狹」福井站發著1往復。
  - 1992年3月13日：「橋立」廢止。
  - 1996年3月16日：「若狹」東舞鶴站～敦賀站間運轉。
  - 1999年10月2日：「若狹」廢止。
- 1996年、山陰本線園部站～福知山站及北近畿丹後鐵道宮福線福知山站～宮津站・宮津線宮津站～天橋立站間電化完成、以電車運行特急。
- 2007年3月18日：實施全車禁煙。